# 九月山
九月山自古與「白頭山」（中國稱：長白山）、妙香山、金剛山、七寶山、智異山一起稱為朝鮮名山之一。自古，朝鮮的民眾把金剛山之美稱為女性美，把「九月山」之雄壯稱為男性美。 在2003年10月，「九月山自然保護區」被聯合國教科文組織註冊為「國際生物圈保護區」。

## 地理
- 「九月山」跨著朝鮮黃海南道北部的「殷栗郡」、「三泉郡」、「安岳郡」、「銀泉郡」。
- 「九月山」最尖峰的「思皇峰」（Sahwang Peak）海拔954米，同朝鮮東部和北部的山相比，不算高，但它矗立在朝鮮半島西海岸的平原地帶，特顯它的特出，就算遠在南浦市亦可望見。

## 景物
- 峽谷：「九月山」因斷層運動和風化作用的影響，形成險峰深谷，山勢複雜。許多形狀各異的山峰聳立，中間形成萬丈深壑和許多瀑布。峽谷大都深而險，所以古代朝鮮的諺語有：「走錯一步就會失之一百里」之說。
- 瀑布：從無數岩縫涌出大量的水，匯成許多瀑布。瀑布的形狀多樣，有的從30米高的懸崖上傾瀉而下，有的像串了無數銀珠般傾瀉形成3段瀑布，有的沿著絕壁下滑。
- 池塘：「九月山」中腰有大旱也不乾涸的「石潭」、「釜沼」、「瓢沼」、「碗沼」等池塘，水晶般透亮的清水在蕩漾。
- 古代建築：朝鮮民族始祖檀君傳說的「檀君窟」等許多洞窟。

## 植物
- 「九月山」的山林植物區，在朝鮮植物分佈區中屬溫帶性植物區南部。由於地理位置關係，南方系統植物和北方系統植物混交。因此，植物相當豐富多樣。海拔400米以下長著松樹、菩提樹、柿子樹、櫸樹等，海拔400─900米間長著蒙櫟、麻櫪、銀杏、松樹、野櫻桃、山楊、赤楊、五加皮、栗樹等，海拔900米以上長著冷杉、雲杉、海松、櫟樹、寬葉樺等。

- 「九月山」這種豐富多樣的山林植物，春來百花爭艷，夏季綠樹成蔭，秋日紅葉如丹，冬天銀裝素裹，增添著名山的風貌。

## 動物
- 樹林茂密的山裡生息著野豬、牙獐、貉等30多種獸類和「野雞」、「三光鳥」、「赤翡翠」、杜鵑等100多種鳥類。